# Genooi
Genooi (Venloos: Genuuje) is de noordelijkste wijk van Venlo, in de Nederlandse provincie Limburg.
Aan de rand van de wijk ligt de bedevaartkapel van Onze-Lieve-Vrouwe van Genooi. Genooi ligt op een door de natuur gevormde geringe verhoging en grenst in het westen aan het huidige Maasdal. Door de wijk stroomt de Stepkensbeek. In het noorden en oosten wordt de wijk begrensd door industrieterreinen. De openbare gebouwen, zoals de lagere school, tussen de Pastoor van Postelstraat en de Bisschop Hoensbroeckstraat sluiten de wijk af van de aangrenzende wijk de Meeuwbeemd.

## Naam
Reeds in de veertiende eeuw wordt het gebied ten noorden van Venlo "Aan de ooi" of "In de Oede" genoemd. De naam zou zijn afgeleid van "gen" een Limburgs aanwijzend lidwoord en "ooi" wat lager gelegen land aan een stuk rivier betekent. De naam wordt ook weleens verklaard als een afgeleide van "In den Oede" wat "in het hoes" zou betekenen en via "ingenhoes", "ingenoode" en "in genoiei" tot Genue en Genooi werd.

## Ontstaan van de wijk

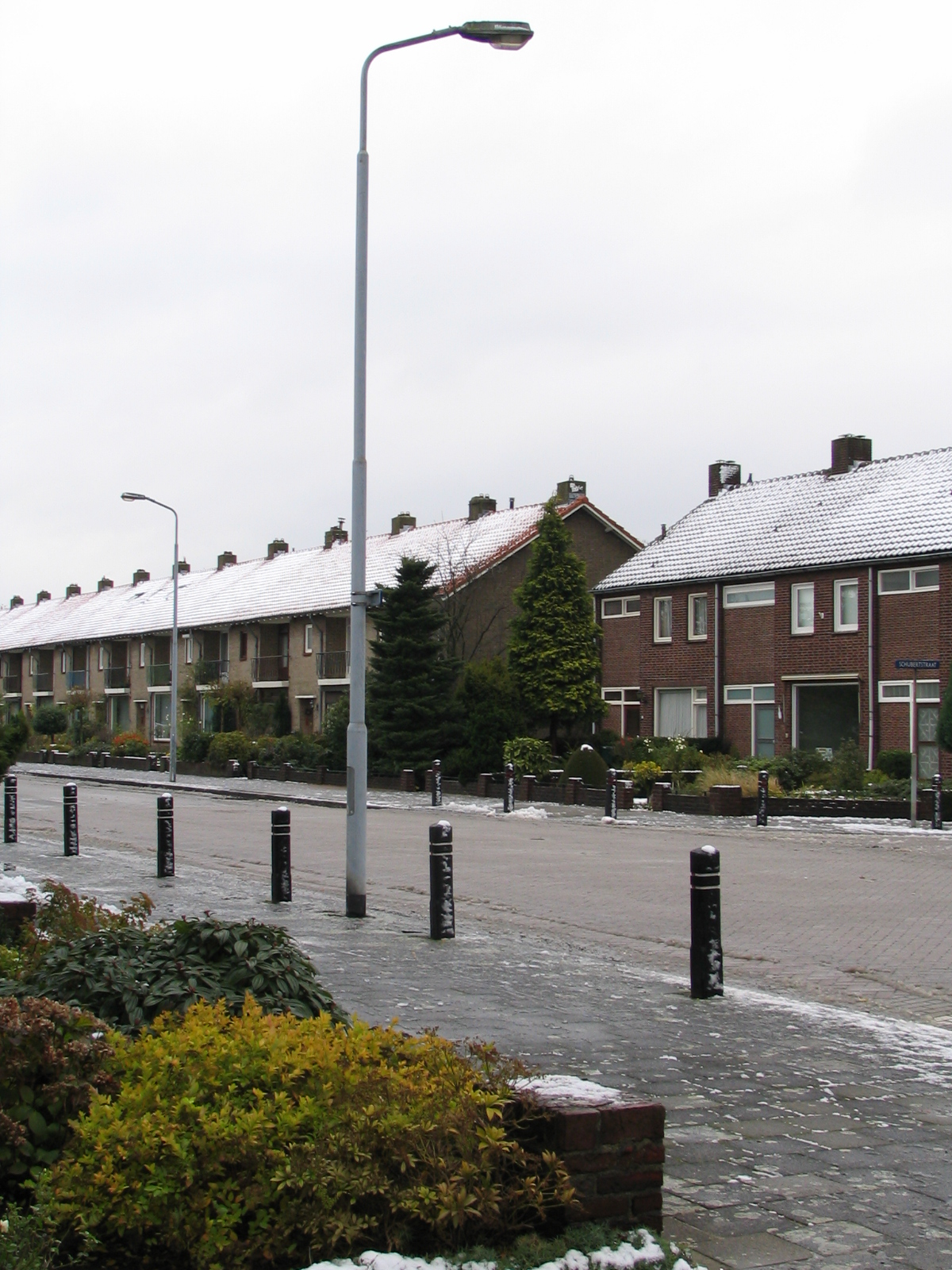
De Hogeweg, een van de straten in Genooi

Genooi bestond al voor de Tweede Wereldoorlog. Het was in de jaren twintig een afgelegen armoedige buurt die deel uitmaakte van de Heilig Hartparochie. In 1947 scheidde Genooi zich af van de H. Hartparochie, vanwege de groei van het aantal gelovigen. Er werd een nieuwe parochie gevormd: de St. Nicolaasparochie. Voor de oorlog waren de volgende straten er al: de Rummerstraat (1939), de Rummerkampstraat (1939), Agnes Huijnstraat (1939), Genooierbergen (1939), Pastoor Gadiotstraat (1927), Van Postelstraat (1917) en de Zand Arabiëweg (1912). De omvang van Genooi was in 1948 nog minimaal. Er stonden wat huizen langs de Veldenseweg met daarop aansluitend een paar straten. Genooi lag toen als een soort enclave in het noorden van Venlo. De uitbreiding van de wijk, bijna geheel gerealiseerd in de periode 1947-1960, voltrok zich vooral in noordelijke en westelijke richting. Eerst wordt aansluiting gezocht bij de bestaande bebouwing, daarna breidde de wijk zich uit door middel van woonblokken die grenzen aan de Zoutmetersstraat. Een groot deel van de arbeiderswoningen uit de jaren 1947-1948 zijn ontworpen door de lokale architect H. Rijven en gebouwd door de Venlose Bouwvereniging. De straten grenzend aan de Zoutmetersstraat zijn gerealiseerd door de bouwvereniging Ons Limburg. Na de oorlog hebben zich in Genooi aan de Karbindersstraat ook nog enige industriële ondernemingen gevestigd, waaronder de in 1992 gefailleerde enveloppenfabriek Koverto, die werk bood aan een honderdtal werknemers. Koverto was gevestigd op de plaats waar zich nu een stadsparkje bevindt.
De scholen en de kerken zijn ontworpen door J. Kayser en J. van der Grinten. Kayser kreeg in 1947 de opdracht om een multifunctioneel parochiehuis te ontwerpen. Er moest plaats zijn voor onderwijs, een noodkerk, toneel- en bioscoopzaal. Tot dan toe werd de mis gelezen in het restaurant van de speeltuin Ons Buiten. In 1949 was het parochiehuis, in de volksmond al gauw de Witte Kerk, genoemd gereed. Pas in 1961 kwam de definitieve kerk, een rechthoekig modern gebouw getekend door J. van der Grinten, tot stand. Het voormalige parochiehuis werd verkocht aan de gemeente en ging dienstdoen als sporthal.
De kinderen van Genooi kregen in 1946 les op de zolder van Bakkerij Horstermans, gelegen op de hoek Straelseweg, Bisschop Schrijnenstraat. Daarna werd de school verplaatst naar de barak in de Rummerstraat waar les werd gegeven tot 1949 toen de door Kayser ontworpen lagere school naast de Witte kerk werd geopend. Alras was de school te klein en werd de school gesplitst in de jongensschool St. Nicolaas die in het oude gebouw bleef en de meisjesschool Maria Goretti. Deze meisjesschool eveneens ontworpen door Kayser en gebouwd in 1952, kwam naast de jongensschool te liggen. Een aparte school voor het kleuteronderwijs getekend door J. van der Grinten kwam gereed in 1964.

## Type wijk
Waarschijnlijk was Genooi voor de oorlog al een volkswijk waar de minder draagkrachtigen woonden. Na de Tweede Wereldoorlog veranderde het imago van Genooi niet, het bleef een arbeiderswijk waar mensen met de laagste lonen of personen zonder vast werk gehuisvest werden. Genooi bestaat voor het overgrote deel uit goedkope huurwoningen destijds gebouwd door de bouwverenigingen Ons Limburg en de Venlose Bouwvereniging en bedoeld om de minder draagkrachtigen te huisvesten. De omvang van de wijk bedroeg circa 1600 voornamelijk huurwoningen, die momenteel in handen zijn van de woningcoöperatie Woonwenz.

## Stedebouwkundige ontwikkeling
Al in 1942 ontwierp J. Kayser een plan voor Venlo-Noord, waarin ook Genooi is opgenomen. Hij maakte een ontwerp waarbij een park een vloeiende verbinding vormt tussen het Wilhelminapark en het daarachter gelegen gebied en de kop van Noord-Venlo Genooi. In zijn ontwerp ligt de nieuwe kerk decentraal bij de Maas. Door gesloten bouwblokken te ontwerpen in het hart van de wijk creëerde Kayser aansluiting met de bestaande bouw aan het Agnes Huynplein, Pastoor Gadiostraat en de Pastoor van Postelstraat. Op de tekening is ook meer open bebouwing te zien. In het noordoosten van de wijk moesten twee-onder-een-kapwoningen komen gelegen op vrij ruime percelen.
In 1948 werd een basisplan ontworpen voor Venlo-Noord. In dit plan werd in grote lijnen aangegeven hoe de stadsuitbreiding zich in noordelijke richting moest voltrekken. De stadsuitbreiding in de kop van Venlo ging uit van drie parochies: de Heilig Hartparochie, de Heilige Nicolaasparochie en een nieuwe kerk direct achter de villa’s van het Wilhelminapark. Deze laatste parochie is nooit gerealiseerd. Stadsuitbreiding gebeurde destijds rondom bestaande of nieuw op te richten parochies.
De kerk speelde toen een belangrijke rol in het dagelijkse leven. Na de oorlog was 96% van de Venlose bevolking katholiek. Men ging regelmatig naar de kerk en ontmoette daar de andere wijkbewoners. De Nicolaaskerk in Genooi moest het middelpunt van de wijk worden. Tegenover de kerk langs de noordelijke rand van het laaggelegen Meeuwbeemdpark waren twee scholen en een parochiehuis gepland.
In de Nicolaasparochie zouden woningen komen voor 5000 mensen. De nieuwe huizen moesten aansluiten op de bestaande arbeiderswoningen. Er kwamen nieuwe woonstraten rondom de kerk. Ten oosten van de Veldenseweg moesten huizen komen gelegen in het groen. De afscheiding tussen het Wilhelminapark en Genooi zou gevormd worden door het Meeuwbeemdpark. Het park zou beginnen achter het Villapark en zich uitstrekken via de Meeuwbeemd in oostelijke richting tot over de Veldenseweg. In het Meeuwbeemdpark zou een waterpartij worden aangelegd.
Gezien de afstand naar de binnenstad was er in Genooi een winkelcentrum gepland voor duurzame verbruiksartikelen. Winkels voor de dagelijkse levensbehoeften, zoals de bakker en de slager, kwamen vooral verspreid over de wijk te liggen, bij voorkeur op de hoeken van woonstraten.
Er zouden twee industrieterreinen komen: een groot gebied van 38 ha in het noorden van de wijk en een klein terrein van 9 ha in het westen van de wijk. Een groenstrook van 100 meter breed zou het industrieterrein in de kop van de wijk van de huizen scheiden. Ten oosten van de Veldenseweg kwam een begraafplaats.
In 1950 wijzigde men reeds het basisplan van 1948. De meer open bebouwing gepland in de kop van Genooi verviel. Het park dat in het zuiden van Genooi was getekend verdween ook.

## Kerken en kapellen
- Sint-Nicolaaskerk van 1961.
- Kapel van Onze-Lieve-Vrouw van Genooi, van 1423 en 1917, geklasseerd als Rijksmonument.

## Definitief plan
Op 7 november 1957 keurden Gedeputeerde Staten het uitbreidingsplan Meeuwbeemd-Noord goed. Het is een goedkeuring achteraf, want Genooi stond er al. Opvallend in het definitieve plan was dat er niet gestreefd werd naar variatie in de bebouwing. Er werden uitsluitend traditioneel gebouwde arbeiderswoningen gerealiseerd aan vrijwel gesloten straatblokken. De wat duurdere huizen gelegen in het groen, die gepland waren ten oosten van de Veldense weg zijn niet gebouwd. Om de monotone bebouwing te doorbreken worden er in 1959 plannen gemaakt voor eengezinswoningen in vier lagen in de vorm van een waaierpatroon. Deze etagewoningen met erachter speelterreinen zouden gebouwd worden in de kop van de wijk in het daar gelegen groen. Dit ontwerp werd door Gedeputeerde Staten in 1960 goedgekeurd en daarna gerealiseerd. Met de bouw van deze flats was de wijk afgerond.
De vloeiende overgang - door middel van een park met een waterpartij - tussen het Wilhelminapark en Venlo-Noord, destijds (1942) voorgesteld door J. Kayser en opgenomen in het basisplan Venlo-Noord (1948), werd niet gerealiseerd. In het definitieve plan waren groenvoorzieningen voor recreatie slechts minimaal aanwezig. Deze kwamen alleen in de kop van de wijk en hadden alleen de functie om de wijk af te grenzen van het daarachter liggende industrieterrein. Het kleinschalige industrieterrein in de wijk werd in het definitieve plan opgenomen, alhoewel in 1957 Gedeputeerde Staten bij de goedkeuring van het bestemmingsplan opmerkte dat verdere uitbreiding van bedrijven in de wijk moest worden tegengegaan.

## Indeling
De ruimtelijke indeling van Genooi werd vooral bepaald door de loop van de Hogeweg en de Zoutmetersstraat. Aan deze route, die een boog vormt en de lijn volgt van een oude Maasbocht, liggen aan oost- en westzijde de woonblokken. De westelijk gelegen gesloten woonblokken vormden in het oorspronkelijke bestemmingsplan de afscheiding van de wijk met het daarachter gelegen groen. Door de bouw van de etagewoningen (vastgesteld in de eerste herziening van het bestemmingsplan) ontstond een meer open verbinding tussen de wijk en de groenzone. De wijk werd afgegrendeld door natuurverschijnselen. In het noorden liep langs de flats van de Klokkengieterstraat een steilrand, dit is een door de natuur gevormd hoogteverschil. In het westen is de natuurlijke begrenzing het Maasdal.
Drie hoofdwegen, de St. Urbanusweg, de Hoge-Weg en de Veldenseweg verbinden de wijk met het centrum van Venlo. De Karbinderstraat, die Genooi als het ware in twee stukken splitst, vormt de oost-westverbinding. De buurtstraten van de woonblokken komen vooral uit op de route Hogeweg Zoutmetersstraat of op de Karbinderstraat.
Gezichtsbepalend voor de wijk zijn de industrieterreinen, de kleinere gebieden voor bedrijven liggen midden tussen de huizen. In het noordoosten staan de complexen van Océ. Vanwege de expansie van het bedrijf is er gedurende de jaren 1963-1970 door de directie grond aangekocht om noordoostelijk uit te kunnen breiden.

## Groenvoorziening
In het noorden van de wijk lag een lager gelegen groene zone waarin de etagewoningen liggen. Deze groene gordel had ook een recreatieve functie, want achter de flats lagen speelterreinen voor de jeugd. Verder waren er in de wijk slechts twee kleinschalige parkjes; een bij het Agnes Huynplein en een gelegen aan de Zoutmetersstraat achter het industrieterrein. Bijna al het groen in Genooi was openbaar groen. Het gros van de woonhuizen had geen voortuin. De afscheiding tussen de straat en de woonhuizen was het trottoir.

## Bebouwing
De huizen in Genooi waren vooral traditioneel gebouwde eengezinswoningen met een vrij geringe inhoud van circa 225 m³. Het bebouwingsbeeld was monotoon. Om hier variatie in te brengen zijn destijds de middelhoge flats gebouwd. Deze etagewoningen met platte daken zijn moderner van opzet. Er waren twee gesloten bouwblokken, het Agnes Huynblok en het blok eengezinswoningen aan de Zand Arabiëweg. Dit laatste blok is verdwenen. Er zijn seniorenwoningen gebouwd. Het Agnes Huynblok staat er nog, in het midden van de carré ligt een binnenterrein. De huizen zijn als het ware aan elkaar gekoppeld door aaneengesloten kapconstructies. Opvallende gebouwen in Genooi zijn de "Witte Kerk" van Kayser en de kerk van Van der Grinten. Deze laatste kerk is een ultramodern gebouw met een vrijstaande klokkentoren.
Na de Tweede Wereldoorlog was er in Venlo een nijpend tekort aan woningen. Deze woningbehoefte werd gedeeltelijk opgevangen door het plaatsen van noodwoningen. In Genooi stonden circa 50 van deze tijdelijke huizen. Althans dat was de bedoeling, de woningen zouden zo snel mogelijk vervangen worden door definitieve bebouwing. In Genooi hebben deze huizen, die op het industrieterrein de Veegtes en de Rummerstraat stonden, tot 1958 dienstgedaan.

## Wijzigingen
Genooi is waarschijnlijk de wijk waarvoor de meeste verbeteringsplannen zijn opgesteld. Reeds in 1967, de wijk was toen zeven jaar afgerond, verscheen het rapport "Genooi Qûa Vadis". In deze nota sprak men zijn zorg uit over de bewonerssamenstelling van Genooi, een te grote concentratie van minder draagkrachtigen, en werd een voorstel gedaan om de eenzijdige wijkbewoning te doorbreken. In de jaren zeventig zijn in het kader van groot onderhoud verbeteringen aangebracht aan de woningen. De verdeling van de ramen aan de straatzijde is destijds bij vrijwel alle huizen gewijzigd. Kleine raamvlakken zijn vervangen door een groot raam. De voordeuren, die oorspronkelijk slechts een klein raampje hadden, kregen grotere ramen. Deze verbeteringen zijn waarschijnlijk aangebracht om lichtinval te krijgen. Voor het Agnes Huynplein zijn in die tijd ook plannen opgesteld door het Katholieke Instituut voor Volkshuisvesting, waarvan een gedeelte is gerealiseerd. De dakkapellen werden vergroot en de deuren kregen ramen.
In 1996 is het grootschalige project "Stedebouwkundige ingreep Venlo-Noord" van start gegaan. Genooi wordt helemaal op de schop genomen. De eentonige bebouwing van eengezinswoningen voor arbeiders moest doorbroken worden. Overlast van prostitutie en drugshandel moest de wijk uit. Genooi moest een prettige woonbuurt worden. Resultaten van dit plan zijn reeds duidelijk in de wijk Genooi waar te nemen. De voormalige "Witte Kerk" is opgeknapt en heeft weer zoals vroeger meerdere functies. Een deel van de eengezinswoningen zoals aan de Karbinderstraat zijn gerenoveerd en hebben een moderne gevel gekregen. Vrij veel eengezinswoningen zijn gesloopt of worden in de nabije toekomst gesloopt. Voor de open plekken zijn reeds ver gevorderde plannen ontworpen. De woningstichting Venlo-Blerick gaat koop- en huurwoningen bouwen. Een gedeelte van deze nieuwe woningen is bestemd voor senioren. Naar deze woningen is vraag gezien de vergrijzing van de bevolking. Een supermarkt met daarboven appartementen voor ouderen komt bij het Agnes-Huynplein, zodat de bewoners naar de buurtwinkel kunnen gaan voor hun dagelijkse boodschappen. Genooi wat nooit echt een wijkhart had, krijgt er misschien nu wel een. Het Agnes Huynblok, dat waarschijnlijk gerenoveerd wordt, en het aansluitende plein gaan deze functie vervullen. Het aantal bedrijven midden in Genooi zal op den duur verminderen. Het kleine industrieterrein direct achter het Agnes-Huynplein is al geheel ontruimd. De gemeente streeft ernaar om van Genooi een woonwijk te maken door bedrijven en woningen zo veel mogelijk te scheiden.
Genooi wat van oudsher een hechte buurt is, wordt nieuw leven ingeblazen. Verbeteringen die al in 1959 werden voorgesteld, zoals doorbreken van de monotone bebouwing, verminderen van de industrie in de wijk, worden nu waar mogelijk gerealiseerd. Oude gebouwen zoals de Witte Kerk, de trots van Genooi, zijn weer veel gebruikte gebouwen geworden. Genooi, een van de oudste wijken van Venlo wordt hersteld.

## Straatnamen
De meeste straten in Genooi zijn vernoemd naar gilden zo ook de Zoutmetersstraat die zijn naam in 1953 kreeg. De "Saltmeters" waren speciaal belast met het wegen van het te Venlo geproduceerde en aangevoerde zout waarvan de geheven accijnzen een belangrijk deel uitmaakten van de stadsinkomsten. Reeds voor de stadsverheffing (1343) was er te Venlo een waag waarin de stapelgoederen werden gewogen en gemeten. Dat de zouthandel omvangrijk was, blijkt uit het feit dat veertien meetambtenaren nodig waren om het zout te meten.
Genooi bestaat uit de volgende straten:
Karbindersstraat, Schutroesstraat, Rummerkampstraat, Zoutmetersstraat, Schippersstraat, Pelsmakersstraat, Schrijnwerkersstraat, Snijdersstraat, Bakkersstraat, Adelborstenstraat, Klokkengietersstraat, Agnes Huijnstraat, Wolweversstraat, Bisschop Hoensbroekstraat, Linnenweversstraat, Van Postelstraat, Zand Arabieweg, Hein Roethofstraat, Pastoor Gadiotstraat, Veldenseweg en de Hogeweg.